# Kalliojärvi (sjö i Norra Karelen, Pielisen Karjala)
Kalliojärvi är en sjö i Finland. Den ligger i kommunen Lieksa i den ekonomiska regionen  Pielinen-Karelen  och landskapet Norra Karelen, i den östra delen av landet, 500 km nordost om huvudstaden Helsingfors. Kalliojärvi ligger 170,1 meter över havet. Den är 5,5 meter djup. Arean är 53,9 hektar och strandlinjen är 5,58 kilometer lång. Sjön  ingår i Vuoksens huvudavrinningsområde.   I omgivningarna runt Kalliojärvi växer i huvudsak barrskog.